# Yacine Mousli
Yacine Mousli, né le 25 mai 1967, est un athlète algérien, spécialiste du saut en hauteur.

## Biographie
Troisième des Jeux africains de 1991, au Caire, il remporte le titre des championnats d'Afrique de 1992, à Maurice, en établissant la meilleure marque de sa carrière avec 2,21 m. En 1995, il remporte les championnats arabes, au Caire.
Il participe aux Jeux olympiques de 1992 mais ne franchit pas le cap des qualifications.

### Palmarès
| Date | Compétition            | Lieu      | Résultat | Épreuve         | Performance |
| ---- | ---------------------- | --------- | -------- | --------------- | ----------- |
| 1991 | Jeux africains         | Le Caire  | 3e       | Saut en hauteur | 2,16 m      |
| 1992 | Championnats d'Afrique | Maurice   | 1er      | Saut en hauteur | 2,21 m      |
| 1992 | Jeux olympiques        | Barcelone | qual.    | Saut en hauteur | 2.10 m      |
| 1995 | Championnats arabes    | Le Caire  | 1er      | Saut en hauteur | 2,14 m      |

### Records
| Épreuve         | Performance | Lieu               | Date         |
| --------------- | ----------- | ------------------ | ------------ |
| Saut en hauteur | 2,21 m      | Belle Vue Mauricia | 27 juin 1992 |